# Информатика
Информа́тика (фр. informatique; англ. computer science) — наука о методах и процессах сбора, хранения, обработки, передачи, анализа и оценки информации с применением компьютерных технологий, обеспечивающих возможность её использования для принятия решений.
Информатика включает дисциплины, относящиеся к обработке информации в вычислительных машинах и вычислительных сетях: как абстрактные, вроде анализа алгоритмов, так и конкретные, например, разработка языков программирования и протоколов передачи данных.
Темами исследований в информатике являются вопросы: что можно, а что нельзя реализовать в программах и базах данных (теория вычислимости и искусственный интеллект), каким образом можно решать специфические вычислительные и информационные задачи с максимальной эффективностью (теория сложности вычислений), в каком виде следует хранить и восстанавливать информацию специфического вида (структуры и базы данных), как программы и люди должны взаимодействовать друг с другом (пользовательский интерфейс и языки программирования и представление знаний) и т. п.
| large capital lambda                       | Plot of a quicksort algorithm                                      |
| Utah teapot representing computer graphics | Microsoft Tastenmaus mouse representing human-computer interaction |

## Этимология и значение слова
Термин нем. Informatik ввёл немецкий специалист Карл Штейнбух в статье Informatik: Automatische Informationsverarbeitung (Информатика: Автоматическая обработка информации) 1957 года.
Термин англ. computer science появился в 1959 году в научном журнале Communications of the ACM, в котором Луи Фейн (Louis Fein) предложил создать Graduate School in Computer Sciences (Высшую школу в области информатики), по аналогии с Гарвардской бизнес-школой, созданной в 1921 году[уточнить]. Обосновывая такое наименование, Фейн ссылался на Management science («Наука управления»), которая, так же как и информатика, имеет прикладной и междисциплинарный характер, при этом имеет признаки характерные для научной дисциплины. Усилия Фейна, численного аналитика Джорджа Форсайта и других увенчались успехом: университеты пошли на создание учебных программ, связанных с информатикой, начиная с Университета Пердью в 1962 году.
Термин фр. informatique введён в 1962 году Филиппом Дрейфусом, который также предложил перевод на ряд других европейских языков.
Термины «информология» и «информатика» предложены в 1962 году членом-корреспондентом АН СССР Александром Харкевичем. Основы информатики как науки были изложены в книге «Основы научной информации» 1965 года, которая была переиздана в 1968 году, под названием «Основы информатики».
Большая часть научных направлений, связанных с информатикой, не включает непосредственное изучение компьютеров и англоязычное название computer science («компьютерная наука») может приводить к путанице понятий в русском языке. Вследствие этого были предложены несколько альтернативных названий. Некоторые факультеты крупных университетов предпочитают термин «вычислительная наука», чтобы подчеркнуть разницу между терминами. Датский учёный Петер Наур предложил термин «даталогия» (дат. datalogi), чтобы отразить тот факт, что научная дисциплина оперирует данными и занимается обработкой данных, хотя и не обязательно с применением компьютеров.
Первым научным учреждением, включившим в название этот термин, был «даталогический факультет» в Копенгагенском университете, основанный в 1969 году, где первым профессором даталогии и стал Наур. Этот термин используется в основном в скандинавских странах. В остальной же Европе часто используются термины, производные от сокращённого перевода фраз «автоматическая информация» (англ. automatic information) (к примеру informazione automatica по-итальянски) и «информация и математика» (information and mathematics), например, informatique (Франция), Informatik (Германия), informatica (Италия, Нидерланды), informática (Испания, Португалия), informatika (в славянских языках) или pliroforiki (πληροφορική, что означает информатика) — в Греции. Подобные слова также были приняты в Великобритании, например, Школа информатики в Университете Эдинбурга.
В русском, английском, французском и немецком языках в 1960-х годах была тенденция к замене термина «документация» терминами, имеющими в своей основе слово «информация». В русском языке производной от термина «документация» стала документалистика и получили распространение термины научная и научно-техническая информация.
Во Франции термин официально вошёл в употребление в 1966 году. В немецком языке термин Informatik имел вначале двойственное значение. Так, в ФРГ и Великобритании он был в значении «computer science», то есть означал всё, что связано с применением ЭВМ, а в ГДР, как и в основном по Европе, обозначал науку по французской и русской модели.

### Эквиваленты в английском языке
Считается, что под терминами «informatics» в европейских странах и «информатика» в русском языке понимается направление, именуемое в английском языке «computer science». К другому направлению, посвящённому изучению структуры и общих свойств объективной (научной) информации, иногда называемому документалистикой (документальной информатикой) или автоматическим анализом документов, близок термин «information science».
Принято считать, что в английский язык термин «informatics» независимо от остальных ввёл Уолтер Бауэр — основатель компании «Informatics». В США термин англ. informatics традиционно связан с прикладными вычислениями или обработкой данных в контексте другой области, например в биоинформатике («bioinformatics») и геоинформатике («geoinformatics»).
Во многих словарях informatics и computer science приравниваются к информатике. В тезаурусе ЮНЕСКО «Информатика — Informatics» даётся как синоним к переводу «Computer science — Компьютерные науки».

### Полисемия
Ряд учёных (специалистов в области информатики) утверждали, что в информатике существуют три отдельные парадигмы. Например, Питер Вегнер выделял науку, технологию и математику. Рабочая группа Питера Деннинга утверждала, что это теория, абстракция (моделирование) и дизайн. Амнон  Эден описывал эти парадигмы, как:
- рационалистическую парадигму, где информатика — это раздел математики, математика доминирует в теоретической информатике и в основном использует логический вывод,
- технократическую парадигму, используемую в инженерных подходах, наиболее важных в программной инженерии,
- и научную парадигму, где информатика — это ветвь естественных (эмпирических) наук, но информатика отличается тем, что в ней эксперименты проводятся над искусственными объектами (программами и компьютерами).

### Полисемия в русском языке
В разные периоды развития информатики в СССР и России в понятие «информатика» вкладывался различный смысл. Информатика — это:
Первый — теория научно-информационной деятельности. В рамках библиотечного дела под термином «научно-информационная деятельность» понимается «практическая работа по сбору, аналитико-синтетической переработке, хранению, поиску и предоставлению учёным и специалистам закрепленной в документах научной информации». В 1952 году в Москве был создан Институт научной информации Академии наук (переименованный позднее в ВИНИТИ). Цели его создания были более широкими, чем выполнение «научно-информационной деятельности» и академик Харкевич предложил в письме первому директору Александу Михайлову предложил новое название: «„информология“ или „информатика“ („информация“ плюс „автоматика“)» . Третье издание Большой советской энциклопедии (1970-е годы) фиксирует значение информатики как дисциплины, изучающей «структуру и общие свойства научной информации, а также закономерности её создания, преобразования, передачи и использования в различных сферах человеческой деятельности».
Второй — наука о вычислительных машинах и их применении (вычислительная техника и программирование). В 1976 году профессора́ Мюнхенского технического университета Бауэр и Гооз написали книгу «Информатика. Вводный курс», переведённую в том же году Сабельфельдом, учеником известного советского учёного Андрея Петровича Ершова, на русский язык. Они перевели «Informatik» словом «информатика» и определили как «науку, занимающуюся разработкой теории программирования и применения ЭВМ». Термин «Informatik» Ф. Л. Бауэр и Г. Гооз объясняют как «немецкое название для computer science — области знания, которая сложилась в самостоятельную научную дисциплину в шестидесятые годы, прежде всего в США, а также в Великобритании. … В английском языке, по-видимому, останется „computer science“ (вычислительная наука), причём этот термин имеет уклон в область теории».
Третий — фундаментальная наука об информационных процессах в природе, обществе и технических системах. В начале 1990-х годов Константин Колин (заместитель директора Института проблем информатики АН СССР) синтезировал толкования информатики, данные академиками Ершовым и Наумовым, а также профессором Шемакиным следующим образом: информатика — это наука «о свойствах, законах, методах и средствах формирования, преобразования и распространения информации в природе и обществе, в том числе при помощи технических систем». Предметная область информатики, по Колину, включает такие разделы: (1) теоретическая информатика; (2) техническая информатика; (3) социальная информатика, (4) биологическая информатика и (5) физическая информатика.
Полагают, что одновременное существование всех трёх значений у слова «информатика» затрудняет и мешает развитию данного научного направления.

## История

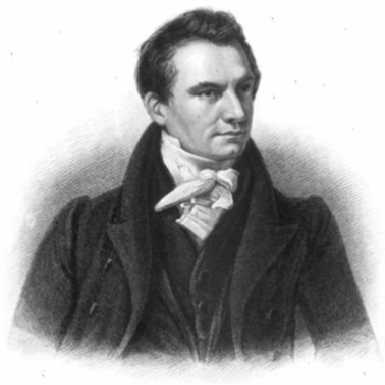
Чарльзу Бэббиджу приписывают изобретение первого механического компьютера

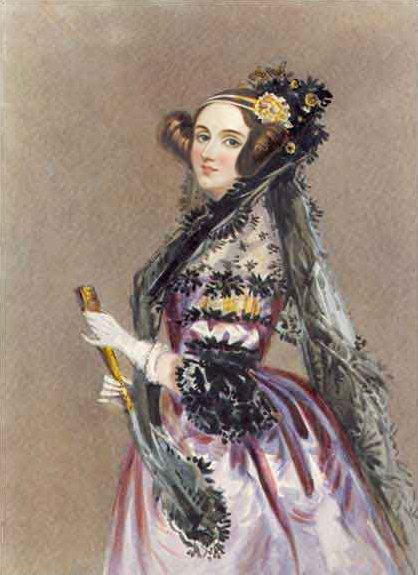
Аде Лавлейс приписывают написание первого алгоритма, предназначенного для обработки на компьютере

Самые ранние основы того, что впоследствии станет информатикой, предшествуют изобретению современного цифрового компьютера. Машины для расчёта нескольких арифметических задач, такие как счёты, существовали с древности, помогая в таких вычислениях как умножение и деление.
Блез Паскаль спроектировал и собрал первый рабочий механический калькулятор, известный как калькулятор Паскаля, в 1642.
В 1673 году Готфрид Лейбниц продемонстрировал механический калькулятор (арифмометр), названный «Stepped Reckoner».
Его можно считать первым учёным в области компьютерных наук и специалистом в области теории информации, поскольку, среди прочего, он ещё описал двоичную (бинарную) систему чисел.
В 1820 году Томас де Кольмар запустил промышленный выпуск механического калькулятора после того, как он создал свой упрощённый арифмометр, который был первой счётной машиной, достаточно прочной и надёжной для ежедневного использования. Чарльз Бэббидж начал проектирование первого автоматического механического калькулятора, его разностной машины, в 1822, что в конечном счёте подало ему идею первого программируемого механического калькулятора, его аналитической машины.
Он начал работу над этой машиной в 1834 году и менее чем за два года были сформулированы многие из основных черт современного компьютера. Важнейшим шагом стало использование перфокарт, сработанных на Жаккардовском ткацком станке , что открывало бесконечные просторы для программирования . В 1843 году во время перевода французской статьи на аналитической машине Ада Лавлейс написала в одной из её многочисленных записок алгоритм для вычисления чисел Бернулли, который считается первой компьютерной программой .
Около 1885 года Герман Холлерит изобрёл табулятор, который использовал перфокарты для обработки статистической информации; в конечном итоге его компания стала частью IBM. В 1937 году, спустя сто лет после несбыточной мечты Бэббиджа, Говард Эйкен убедил руководство IBM, производившей все виды оборудования для перфорированных карт и вовлечённой в бизнес по созданию калькуляторов, разработать свой гигантский программируемый калькулятор ASCC/Harvard Mark I, основанный на аналитической машине Бэббиджа, которая, в свою очередь, использовала перфокарты и центральный вычислитель (central computing unit).
Про готовую машину поговаривали: «мечта Бэббиджа сбылась».
В 1940-х с появлением новых и более мощных вычислительных машин термин компьютер стал обозначать эти машины, а не людей, занимающихся вычислениями (теперь слово «computer» в этом значении употребляется редко). Когда стало ясно, что компьютеры можно использовать не только для математических расчётов, область исследований информатики расширилась с тем, чтобы изучать вычисления в целом. Информатика получила статус самостоятельной научной дисциплины в 1950-х и начале 1960-х годов . Первая в мире степень по информатике, Диплом Кэмбриджа по информатике, была присвоена в компьютерной лаборатории Кембриджского университета в 1953 году. Первая подобная учебная программа в США появилась в Университете Пердью в 1962 году. С распространением компьютеров возникло много новых самодостаточных научных направлений, основанных на вычислениях с помощью компьютеров.
Мало кто изначально мог предположить, что сами компьютеры станут предметом научных исследований, но в конце 1950-х годов это мнение распространилось среди большинства учёных . Ныне известный бренд IBM в то время был одним из участников революции в информатике. IBM (сокращение от International Business Machines) выпустила компьютеры IBM 704 и позже — IBM 709, которые уже широко использовались одновременно с изучением и апробацией этих устройств. «Тем не менее работа с (компьютером) IBM была полна разочарований… при ошибке в одной букве одной инструкции программа „падала“ и приходилось начинать всё сначала». В конце 1950-х годов информатика как дисциплина ещё только становилась, и такие проблемы были обычным явлением.
Со временем был достигнут значительный прогресс в удобстве использования и эффективности вычислительной техники. В современном обществе наблюдается явный переход среди пользователей компьютерной техники: от её использования только экспертами и специалистами к использованию всеми и каждым. Изначально компьютеры были весьма дорогостоящими и чтобы их эффективно использовать нужна была помощь специалистов. Когда компьютеры стали более распространёнными и доступными, тогда для решения обычных задач стало требоваться меньше помощи специалистов.

### История информатики вСССР
В 1985 году в СССР был создан НИИ информатики и вычислительной техники. В том же 1985 году в школах была введена учебная дисциплина «Информатика» и издан первый учебник — «Основы информатики и вычислительной техники» А. П. Ершова.
4 декабря отмечается День российской информатики, так как в этот день в 1948 году Государственный комитет Совета министров СССР по внедрению передовой техники в народное хозяйство зарегистрировал за номером 10 475 изобретение И. С. Брука и Б. И. Рамеева — цифровую электронную вычислительную машину M-1.

### Основные достижения

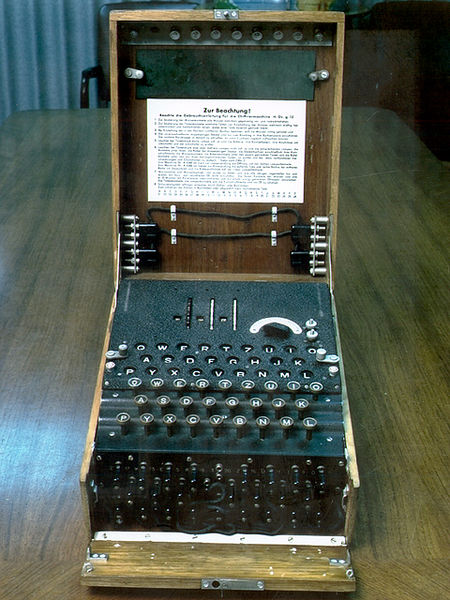
Немецкие военные использовали шифровальную машину «Энигма» (как на изображении) во время Второй Мировой войны для обмена секретными сообщениями. Масштабные расшифровки трафика Энигмы в Блетчли-Парк были важным фактором, который внёс вклад в победу Союза во Второй Мировой войне

Несмотря на короткую историю в качестве официальной научной дисциплины, информатика внесла фундаментальный вклад в науку и общество. По сути, информатика, наряду с электроникой, является одной из основополагающих наук текущей эпохи человеческой истории, называемой информационной эпохой. При этом информатика является предводителем информационной революции и третьим крупным шагом в развитии технологий, после промышленной революции (1750—1850 н. э.) и неолитической революции (8000-5000 до н. э.).
Вклад информатики:
- Начало «цифровой революции», включающей информационную эпоху и интернет.
- Дано формальное определение вычислений и вычислимости, и доказательство того, что существуют алгоритмически неразрешимые задачи[41].
- Введено понятие языка программирования, то есть средства для точного выражения методологической информации на различных уровнях абстракции[42].
- Развитие криптографии и криптоанализа.
- Вычислительные методы обеспечили возможность практической оценки процессов и ситуаций большой сложности, а также возможность проведения экспериментов исключительно за счёт программного обеспечения. Появилась возможность углубленного изучения разума и картирования генома человека, благодаря проекту «Геном человека». Проекты распределенных вычислений, такие как Folding@Home, исследуют сворачивание молекул белка.
- Алгоритмическая торговля повысила эффективность и ликвидность финансовых рынков с помощью искусственного интеллекта, машинного обучения и других статистических и численных методов на больших диапазонах данных [43]. Частое использование алгоритмической торговли может усугубить волатильность[44].
- Компьютерная графика и CGI повсеместно используются в современных развлечениях, особенно в области телевидения, кино, рекламы, анимации и видео-игр. Даже фильмы, в которых нет (явного) использования CGI, как правило, сняты на цифровые камеры и впоследствии обработаны или отредактированы в программах обработки видео.
- Моделирование различных процессов, например в гидродинамике, физике, электрике, электронных системах и цепях, а также для моделирования общества и социальных ситуаций (в частности, военных игр), учитывая среду обитания и др. Современные компьютеры позволяют оптимизировать, например, такие конструкции, как проект целого самолёта. Известным программным обеспечением является симулятор электронных схем SPICE, а также программное обеспечение для физической реализации новых (или модифицированных) конструкций, включающее разработку интегральных схем.
- Искусственный интеллект приобретает все большее значение, одновременно с этим становясь более сложным и эффективным. Существует множество применений искусственного интеллекта (ИИ), например роботы-пылесосы, которые можно использовать дома. ИИ также присутствует в видеоиграх, роботах огневой поддержки и противоракетных системах.

## Структура информатики
Информатика делится на ряд разделов. Как дисциплина, информатика охватывает широкий круг тем от теоретических исследований алгоритмов и пределов вычислений до практической реализации вычислительных систем в области аппаратного и программного обеспечения. Комитет CSAB, ранее называемый «Советом по аккредитации вычислительных наук», включающий представителей Ассоциации вычислительной техники (ACM) и Компьютерного общества IEEE (IEEE-CS) — определил четыре области, важнейшие для дисциплины информатика: теория вычислений, алгоритмы и структуры данных, методология программирования и языков, компьютерные элементы и архитектура. В дополнение к этим четырём направлениям, комитет CSAB определяет следующие важные области информатики: разработка программного обеспечения, искусственный интеллект, компьютерные сети и телекоммуникации, системы управления базами данных, параллельные вычисления, распределённые вычисления, взаимодействия между человеком и компьютером, компьютерная графика, операционные системы, числовые и символьные вычисления.

### Теоретическая информатика
Огромное поле исследований теоретической информатики включает как классическую теорию алгоритмов, так и широкий спектр тем, связанных с более абстрактными логическими и математическими аспектами вычислений.
Теоретическая информатика занимается теориями формальных языков, автоматов, алгоритмов, вычислимости и вычислительной сложности, а также вычислительной теорией графов, криптологией, логикой (включая логику высказываний и логику предикатов), формальной семантикой и закладывает теоретические основы для разработки компиляторов языков программирования.

#### Теория алгоритмов
По словам Питера Деннинга, к фундаментальным вопросам информатики относится следующий вопрос: «Что может быть эффективно автоматизировано?» Изучение теории алгоритмов сфокусировано на поиске ответов на фундаментальные вопросы о том, что можно вычислить и какое количество ресурсов необходимо для этих вычислений. Для ответа на первый вопрос в теории вычислимости рассматриваются вычислительные задачи, решаемые на различных теоретических моделях вычислений. Второй вопрос посвящён теории вычислительной сложности; в этой теории анализируются затраты времени и памяти различных алгоритмов при решении множества вычислительных задач.
Знаменитая задача «P=NP?», одна из Задач тысячелетия, является нерешённой задачей в теории алгоритмов.
|                  |                     | P = NP ?                 | GNITIRW-TERCES |                             |
| Теория автоматов | Теория вычислимости | Вычислительная сложность | Криптография   | Квантовая теория вычислений |

#### Информация и теория кодирования
Теория информации связана с количественной оценкой информации. Это направление получило развитие благодаря трудам Клода Э. Шеннона, который нашёл фундаментальные ограничения на обработку сигнала в таких операциях, как сжатие данных, надёжное сохранение и передача данных.
Теория кодирования изучает свойства кодов (системы для преобразования информации из одной формы в другую) и их пригодность для конкретной задачи. Коды используются для сжатия данных, в криптографии, для обнаружения и коррекции ошибок, а в последнее время также и для сетевого кодирования. Коды изучаются с целью разработки эффективных и надёжных методов передачи данных.

#### Алгоритмы и структуры данных
Алгоритмы и структуры данных, как раздел информатики, связаны с изучением наиболее часто используемых вычислительных методов и оценкой их вычислительной эффективности.
| {\displaystyle O(n^{2})} |           |                  |                           |                          |
| Анализ алгоритмов        | Алгоритмы | Структуры данных | Комбинаторная оптимизация | Вычислительная геометрия |

#### Теория языков программирования
В теории языков программирования, как подразделе информатики, изучают проектирование, реализацию, анализ и классификацию языков программирования в целом, а также изучают отдельные элементы языков. Эта область информатики, с одной стороны, в большой степени полагается на достижения таких наук как математика, программная инженерия и лингвистика, с другой стороны, сама оказывает большое влияние на их развитие. Теория языков программирования активно развивается, многие научные журналы посвящены этому направлению.
| {\displaystyle \Gamma \vdash x:{\text{Int}}} |                            |                       |
| Теория типов                                 | Проектирование компилятора | Язык программирования |

#### Формальные методы
Формальные методы — это своего рода математический подход, предназначенный для спецификации, разработки и верификации программных и аппаратных систем. Использование формальных методов при разработке программного и аппаратного обеспечения мотивировано расчётом на то, что, как и в других инженерных дисциплинах, надлежащий математический анализ обеспечит надёжность и устойчивость проекта. Формальные методы являются важной теоретической основой при разработке программного обеспечения, особенно в случаях, когда дело касается надёжности или безопасности. Формальные методы являются полезным дополнением к тестированию программного обеспечения, так как они помогают избежать ошибок, а также являются основой для тестирования. Для их широкого использования требуется разработка специального инструментария. Однако высокая стоимость использования формальных методов указывает на то, что они, как правило, используются только при разработке высокоинтегрированных и жизненно-важных систем, где надёжность и безопасность имеют первостепенное значение. Формальные методы имеют довольно широкое применение: от теоретических основ информатики (в частности, логики вычислений, формальных языков, теории автоматов, программ и семантики) до систем типов и проблем алгебраических типов данных в задачах спецификации и верификации программного и аппаратного обеспечения.

### Прикладная информатика
Прикладная информатика направлена на применение понятий и результатов теоретической информатики к решению конкретных задач в конкретных прикладных областях.

#### Искусственный интеллект
Это область информатики, неразрывно связанная с такими целеполагающими процессами, как решение задач, принятие решений, адаптация к окружающим условиям, обучение и коммуникация, присущими и людям, и животным. Возникновение искусственного интеллекта (ИИ) связано с кибернетикой и ведёт свой отсчёт с Дартмутской Конференции (1956). Исследования в области искусственного интеллекта (AI) с необходимостью были междисциплинарными, и основывались на таких науках, как: прикладная математика, математическая логика, семиотика, электротехника, философия сознания, нейрофизиология и социальный интеллект. У обывателей искусственный интеллект ассоциируется в первую очередь с робототехникой, но кроме этого ИИ является неотъемлемой частью разработки программного обеспечения в самых разных областях. Отправной точкой в конце 1940-х годов стал вопрос Алана Тьюринга: «Могут ли компьютеры думать?», и этот вопрос остаётся фактически без ответа, хотя «тест Тьюринга» до сих пор используется для оценки результатов работы компьютера в масштабах человеческого интеллекта.
|                      |                                |                            |                                             |
| Машинное обучение    | Компьютерное зрение            | Обработка изображений      | Теория распознавания образов                |
|                      |                                |                            |                                             |
| Когнитивистика       | Интеллектуальный анализ данных | Эволюционное моделирование | Информационный поиск                        |
|                      |                                |                            |                                             |
| Представление знаний | Обработка естественного языка  | Робототехника              | Компьютерный анализ медицинских изображений |

#### Архитектура компьютера и компьютерная инженерия
Архитектура компьютера, или организация цифрового компьютера, является концептуальной структурой компьютерной системы. Она сосредоточена в основном на способе, при котором центральный процессор выполняет внутренние операции и обращается к адресам в памяти. Она часто включает в себя дисциплины вычислительной техники и электротехники, выбор и соединение аппаратных компонентов для создания компьютеров, которые удовлетворяют функциональным, производительным и финансовым целям.
Компьютерная инженерия связана с аппаратной частью вычислительной техники, например основами микропроцессорной техники, компьютерных архитектур и распределённых систем. Таким образом, она обеспечивает связь с электротехникой.
|                         |                     |                            |                             |
| Булева алгебра          | Микроархитектура    | Многопроцессорность        |                             |
|                         |                     |                            |                             |
| Операционная система    | Компьютерная сеть   | База данных                | Информационная безопасность |
|                         |                     |                            |                             |
| Повсеместные вычисления | Архитектура системы | Проектирование компилятора | Языки программирования      |

#### Анализ производительности компьютера
Анализ производительности компьютера — это изучение работы компьютеров с целью повышения пропускной способности, управления временем отклика, эффективного использования ресурсов, устранения узких мест и прогнозирования производительности при предполагаемых пиковых нагрузках.

#### Компьютерная графика и визуализация
Компьютерная графика представляет собой изучение цифрового визуального содержания и включает в себя синтез и манипуляцию данными изображения. Это направление связано со многими другими областями информатики, в том числе с компьютерным зрением, обработкой изображений и вычислительной геометрией, также оно активно применяется в области спецэффектов и видео-игр.

#### Компьютерная безопасность и криптография
Компьютерная безопасность — это направление исследований компьютерных технологий, нацеленных на защиту информации от несанкционированного доступа, разрушения или модификацию при сохранении доступности и удобства использования системы для предполагаемых пользователей. Криптография же является наукой о шифровании и дешифровании информации. Современная криптография в значительной степени связана с информатикой, поскольку при разработке и использовании многих алгоритмов шифрования и дешифрования учитывается их вычислительная сложность.

#### Компьютерное моделирование и численные методы
Компьютерное моделирование и численные методы являются областями исследований в задаче построения математических моделей, методов количественного анализа, использования компьютеров для анализа и решения научных проблем. На практике, это, как правило, применение компьютерного моделирования и других форм вычислений, применяемых в задачах различных научных дисциплин.
|                           |                       |                      |                |
| Вычислительная математика | Вычислительная физика | Вычислительная химия | Биоинформатика |

#### Компьютерные сети
Ещё одним важным направлением является связь между машинами. Она обеспечивает электронный обмен данными между компьютерами и, следовательно, представляет собой техническую базу для Интернета. Помимо разработки маршрутизаторов, коммутаторов и межсетевых экранов, к этой дисциплине относятся разработка и стандартизация сетевых протоколов, таких как TCP, HTTP или SOAP, для обмена данными между машинами.

#### Параллельные и распределённые системы
Параллелизм — это свойство систем, при котором несколько вычислений выполняются одновременно, и при этом, возможно, взаимодействуют друг с другом. Был разработан ряд математических моделей для общего вида параллельных вычислений, в том числе сети Петри, процессы исчисления и модель Parallel Random Access Machine (машины с параллельным произвольным доступом). Распределённая система расширяет идею параллелизма на несколько компьютеров, связанных посредством сети. Компьютеры в пределах одной распределённой системы имеют свою собственную память и часто обмениваются информацией между собой для достижения общей цели.

#### Базы данных
База данных — организованная в соответствии с определёнными правилами и поддерживаемая в памяти компьютера совокупность данных, характеризующая актуальное состояние некоторой предметной области и используемая для удовлетворения информационных потребностей пользователей. Управление базами данных происходит с помощью систем управления базами данных (СУБД).

#### Информатика в здравоохранении
Информатика здравоохранения рассматривает вычислительные методы для решения задач в сфере здравоохранения.

#### Информационная наука
Информационная наука — это междисциплинарная область, связанная с анализом, сбором, классификацией, манипулированием, хранением, поиском, распространением и защитой информации[уточнить].

#### Программная инженерия
Программная инженерия — это приложение систематического, дисциплинированного, измеримого подхода к разработке, функционированию и сопровождению программного обеспечения, а также исследованию этих подходов; то есть, приложение дисциплины инженерии к программному обеспечению

### Естественная информатика
Естественная информатика — это естественнонаучное направление, изучающее процессы обработки информации в природе, мозге и человеческом обществе[уточнить]. Она опирается на такие классические научные направления, как теории эволюции, морфогенеза и биологии развития, системные исследования, исследования мозга, ДНК, иммунной системы и клеточных мембран, теория менеджмента и группового поведения, история и другие. Кибернетика, определяемая, как «наука об общих закономерностях процессов управления и передачи информации в различных системах, будь то машины, живые организмы или общество» представляет собой близкое, но несколько иное научное направление. Так же, как математика и основная часть современной информатики, оно вряд ли может быть отнесено к области естественных наук, так как резко отличается от них своей методологией, (несмотря на широчайшее применение в современных естественных науках математического и компьютерного моделирования).

## В научном сообществе

### Конференции
Конференции являются стратегическими событиями научных исследований в области информатики. В ходе этих конференций исследователи из бюджетного и частного секторов встречаются и представляют свои последние работы. Труды этих конференций являются важной частью литературы по информатике.

## В образовании
В некоторых университетах информатика преподаётся в качестве теоретического изучения вычислений и автоматического вывода. Такие программы часто включают в себя теорию алгоритмов, анализ алгоритмов, формальные методы, параллелизм в информатике, базы данных, компьютерную графику, системный анализ и другие. Как правило, в такие учебные программы включают преподавание программирования, но не акцентируют на нём внимания, как финальной цели обучения, а рассматривают программирование как необходимый элемент изучения всех прочих областей информатики. Организация Ассоциация вычислительной техники (ACM) разрабатывает рекомендации для университетских учебных программ по информатике.
Другие колледжи и вузы, а также средние школы и учебные заведения профессиональной подготовки, которые обучают информатике, делают в своих учебных курсах акцент на практике программирования, а не на теории алгоритмов и вычислений. Такие учебные программы, как правило, сосредоточены на тех практических навыках, которые важны для работников индустрии программной инженерии.

### Образование в США
В последние годы интерес к использованию методов информатики в различных сферах научных исследований и практических разработок возрастает. Такого рода интерес проявляют не только учёные, но и правительственные структуры. К примеру, в 2005 году Консультативный комитет по информационным технологиям при Президенте США подготовил доклад на эту тему. В этом докладе были представлены результаты анализа деятельности в данной области в США, сообщающие о необходимости скорых решительных действий с целью предупреждения негативных тенденций, наблюдаемых в американской науке и системе образования.
Экономика США всё в большей степени полагается на специалистов в области информатики, но подготовка кадров в этой области отсутствует в большинстве американских учебных программ. Отчёт, озаглавленный «Running on Empty: The Failure to Teach K-12 Computer Science in the Digital Age» был представлен в октябре 2010 года организацией АСМ и Ассоциацией Учителей Информатики (CSTA) и показал, что только 14 штатов приняли образовательные стандарты по информатике в высшем образовании. Также в докладе отмечается, что только в 9 штатах предмет «Информатика» является базовым (обязательным) учебным предметом, необходимым для аттестации в старших классах школы.
В союзе с «Running on Empty» новая внепартийная коалиция защиты прав — Computing in the Core (CinC) — была создана, чтобы влиять на федеральную и государственную политику. В результате работы коалиции был принят «Закон об образовании в области информатики» («Computer Science Education Act»), обеспечивающий дотациями те штаты, которые ведут работу по повышению качества образования в области информатики и поддержке учителей информатики.

### Образование в России
Именно в нашей[уточнить] стране впервые были сформированы представления об информатике как о фундаментальной науке, имеющей важное междисциплинарное, научно-методологическое и мировоззренческое значение. Именно Россия на 2-м Международном конгрессе ЮНЕСКО «Образование и информатика» (Москва, 1996 г.) предложила новую концепцию изучения проблем информатики как фундаментальной науки и общеобразовательной дисциплины в системе опережающего образования. При этом была предложена также и новая структура образовательной области «Информатика» для системы образования и показано, что переход к этой структуре может стать важным шагом на пути интеграции фундаментальной науки и образования.

Начиная с 1990 года, в России развивается такое направление как социальная информатика. Предполагается, что оно станет научной базой для формирования информационного общества.
Помимо этого, в Российской академии наук вырабатываются философские, семиотические и лингвистические основы информатики, формируются новые подходы к структуризации предметной области информатики, учитывающие её перспективные направления развития и современные тенденции развития образования и науки.

## Основные термины
- Информационный ресурс — концентрация имеющихся фактов, документов, данных и знаний, отражающих реальное изменяющееся во времени состояние общества, и используемых при подготовке кадров, в научных исследованиях и материальном производстве[57].
- Информационная среда — хранящаяся в компьютере, но не оформленная в виде информационной системы совокупность знаний, фактов и сведений, относящаяся к некоторой предметной области и используемая одним или несколькими пользователями[58].
- Информационная технология — совокупность методов, устройств и производственных процессов, используемых людьми для сбора, хранения, обработки и распространения информации[58].